# Sandi Križman
Sandi Križman (Pula, 17. kolovoza 1989.) hrvatski je nogometaš koji je trenutačno igrač Žminja. 

## Životopis

### Profesionalna karijera
Karijeru je Sandi započeo u NK Žminju u omladinskom pogonu. Nakon prelaska u seniore NK Žminja, Sandi je prešao u tadašnjeg trećeligaša Karlovca. Nakon odličnih partija za Karlovac, Sandi prelazi u Rijeku gdje se zadržava 4 sezone da bi 2012. prešao u pulsku Istru. U prosincu 2013. Sandi prelazi u južnokorejski Jeonnam Dragons.
Vratio se 2015. u Istru za koju je odigrao zadnja dva mjeseca sezone 2014./15., a u lipnju 2015. prešao je u Slaven Belupo.
U kolovozu 2016. je Križman potpisao za sarajevski FK Željezničar. Želja mu je tako postao drugi inozemni klub u karijeri. Krajem siječnja 2017. su Križman i Željezničar sporazumno raskinuli ugovor. Hrvatski napadač je za Plave odigrao 11 ligaških utakmica, ukupno 807 minuta i postigao je četiri gola. Razlog raskida je između ostalog bio višak kilograma, zbog koje je Križman dobio kaznu od strane kluba.
Potom ga je bivši trener iz Istre 1961, Igor Pamić, doveo u slovenski Koper do kraja sezone.
Sandi je nastupao i za mlađe kategorije hrvatske reprezentacije.

## Vanjske poveznice
- Sandi Križman na hnl-statistika.com
- (engl.) Sandi Križman na transfermarkt.co.uk